# Arbanats
Arbanats är en kommun i departementet Gironde i regionen Nouvelle-Aquitaine i sydvästra Frankrike. Kommunen ligger i kantonen Podensac som tillhör arrondissementet Langon. År 2022 hade Arbanats 1 355 invånare.

## Befolkningsutveckling
Antalet invånare i kommunen Arbanats
Referens:INSEE